# 黃士偉
黃士偉（1968年3月9日—），男，台灣劇場演員，相聲瓦舍主要演員。2001年開始涉足相聲表演，2008年於相聲舞台公開同志身份。相聲瓦舍創辦人馮翊綱表示，黃士偉為了爭取同志權益盡心盡力，相聲瓦舍因為有黃士偉而創作出同志主題的相聲，並對此感到驕傲。現在有養寵物名字叫阿毛。

## 作品

### 相聲作品
- 鱷魚不見了(相聲瓦舍2023)
- 畫虎藍(相聲瓦舍2022)
- 三十三(相聲瓦舍2021)
- 雞都下蛋了(相聲瓦舍2020)
- 十五萬大軍直取西城而來(相聲瓦舍2019)
- 警察杯杯我的車牌咧(相聲瓦舍2019)
- 我不要演癩蛤蟆(相聲瓦舍2018)
- 快了快了(相聲瓦舍2018)
- 弄(相聲瓦舍2017)
- 沙士芭樂(相聲瓦舍2016)
- 賣橘子的(相聲瓦舍2015)
- 情聖阿弱(相聲瓦舍 2013)
- 迷香(相聲瓦舍 2013)
- 惡鄰依依 (相聲瓦舍 2011)
- 又一村 (相聲瓦舍 2010)
- 公公徹夜未眠 (相聲瓦舍 2008)
- 戰國廁前傳 (相聲瓦舍 2008)
- 鄧力軍 (相聲瓦舍2007)
- 第十九屆新春賀歲聯歡晚會－飾演 黃教官 (相聲瓦舍 2007)
- 記得當時那個小－飾演 黃教官 (相聲瓦舍 2004)
- 大寡婦豆棚 (相聲瓦舍 2003)
- 影劇六村 (相聲瓦舍 2002)
- 笑神來了誰知道？(相聲瓦舍 2002)
- 蠢嗄揪疼 (相聲瓦舍 2002)
- 東廠僅一位 (相聲瓦舍 2001)
- 他怎麼那麼紅？(相聲瓦舍 2001)
- 並不太熟 (相聲瓦舍 2001)

### 舞台劇
- 如夢之夢 (表演工作坊 2022)
- 《黑膠男孩》黃士偉One Man Show(作之合劇場2015)
- 誰家老婆上錯床(果陀劇場2015)
- 情人哏理出西施(全民大劇團 2014)
- 拍照留念 (眼球愛地球 2010)
- Q&A (台南人劇團 2010)
- 寶島一村 (表演工作坊 2009)
- 第14屆皇冠藝術節《我們》(可以演戲劇團 2009)
- 美好的人生－飾演 柯林 (大風音樂劇場 2009)
- 福春嫁女－飾演 鍾友嘉 (台北藝術大學 2007)
- 眼球先生之愛情青紅燈－飾演 夜來香 (外表坊 2007)
- 夜夜夜麻+驚異派對－飾演 馬克+阿城 (創作社 2007)
- 世紀回眸宋美齡－飾演 蔣介石 (大風音樂劇場 2006)
- 眼球先生之媽媽再愛我一次－飾演 外星生物 (外表坊 2005)
- 荷珠新配－飾演 趙旺 (大風音樂劇場 2004)
- Click,寶貝ㄦ－飾演 土豆 (創作社 2004)
- 驚異派對－飾演 阿城 (創作社 2003)
- 梁祝－飾演 馬文才 (大風音樂劇場 2003)
- 眼球先生夜總會－飾演 外星生物 (外表坊 2003)
- 殘酷的花朵－飾演 醫生、媽媽 (外表坊 2003)
- 經典大風－飾演 卡巫婆、大野狼、夏洛克 (大風音樂劇場 2003)
- 威尼斯商人－飾演 夏洛克 (大風音樂劇場 2002)
- 記憶相簿－飾演 P (創作社 2002)
- 眼球愛地球－飾演 妖后 (外表坊 2002)
- 小紅帽狂想曲－飾演 大野狼 (大風音樂劇場 2002)
- 歡喜鴛鴦樓－飾演 安秀實 (春禾劇團 2001)
- 開錯門中門 Communicating Doors－飾演 郝安 (果陀劇場 2000)
- X小姐－飾演 警官、將軍 (國立藝術學院 2000)
- 如夢之夢－飾演 五號 (藝院學製 2000)
- 新白雪公主－飾演 後母 (台北愛劇場 2000)
- 天亮以前我要你－飾演 王熙鳳 (創作社 2000)
- 仲夏夜夢 A Midsummer Night’s Dream－飾演 席修斯 Thesus、奧泊侖 Oberon (藝院學製 1999)
- Widow98-浮城奇書－飾演 鄭正德（董事長）、鄭莊公 (密獵者 1998)
- Kiki漫遊世界－飾演 恐龍、東京導遊、kiki (創作社 1998)
- 領帶與高跟鞋PartⅡ-同學會－飾演 小偉（王書偉）(綠光劇團 1998)
- 夜夜夜麻－飾演 馬克 (創作社 1997)
- 未曾相識－飾演 教授、少男 (屏風表演班 1997)
- 京戲啟示錄－飾演 劉師傅 (屏風表演班1996)
- 沒有”我”的戲－飾演 甲男 (屏風表演班 1996)
- 黑夜白賊－飾演 警官 (屏風表演班 1996)
- 愛在一吻蔓延時 Prelude To A Kiss－飾演 老人 (台北故事劇場 1995)
- 西哈諾 Cyrano－飾演 西哈諾 (果陀劇場1995)
- 夢幻迷宮－飾演 甲男 (果陀劇場 1995)
- 時間與房間 Die Ziet und das Zimmer－飾演 歐拉孚 Olaf (表演工作坊 1994)
- 台北動物人－飾演 銀行職員 (果陀劇場 1994)
- 三次復仇與一場審判-民主的誕生 Oresteia－飾演 阿卡曼儂 Agamemnon、阿波羅 Apollo、情夫 (密獵者 1994)
- 領帶與高跟鞋－飾演 Frankie (綠光劇團 1994)
- 新馴(尋？)悍(漢？)記(計？) The Taming Of The Shrew－飾演 路修森 Lucentio (果陀劇場 1994)
- 狂藍 Wild Blue－多角扮演 (藝院畢製 1993)
- 水漫金山寺-白娘子 (關渡藝術節 1993)
- 下班后-老人、歌手 (藝院畢製 1992)
- 亨利四世(King Henry 4th)-亨利王(King Henry) (藝院學製 1992)
- 關渡元年—鴨母王新傳-康樂隊隊員 (藝院學製 1991)
- 大家安靜 Noises Off－飾演 雷嚎 Old drunkard (進行式劇團 1990)
- 彼岸－飾演 玩牌的主兒、眾人 (藝院學製 1990)
- 雅客與他的主人－飾演 老比格 (藝院學製 1989)

### 電視節目
- 聶小倩-飾演 崔府君（中視2016）
- 飯糰之家－飾演 關瑞德 (台視 2010)
- 魔女18號－飾演 吳豪孝 (華視 2009)
- 牽牛花開的日子－飾演 胡昆豐 (中視 2008)
- 寫字魔法 飾演 劉知止 (公共電視 2006)
- 絕代雙椒－主持人&演出 (華視 2005)
- 孽子－飾演 體育老師 (寶花影視 2003)
- 水晶情人－飾演 Suzuki (寬頻影視 2001)
- 電影試片室－VJ (MTV音樂台 1998)

### 電影
- 大稻埕（2014）
- 沿海岸線徵友－飾演 憲仔 (導演：陳俊志 2007)
- 絕地反擊－飾演 攝影師、阿諾 (玖玖電影 導演：符昌鋒 1998)
- 影子喜劇－多角扮演 (導演：羅爾路易茲 1995)